# Skumlesens Hævn
Magnus og Myggen Skumlesens Hævn er et computerspil med Magnus og Myggen, hvori de skal undslippe Skumlesens bygning. Spillet er en efterfølger til Den Store Skattejagt, og en forløber til Skumlesens Skygge.

## Plot
Spillet starter med at Skumlesen kidnapper Magnus og holder ham fanget i sin kælder. Her møder Magnus en anden muldvarp ved navn Mia. Myggen bryder ind i bygningen for at redde Magnus, og finder hurtigt en nøgle til at åbne lænkerne som holder både Magnus og Mia fast. Dog knækker nøglen efter første brug, så hvem end man vælger at redde først er den eneste der slipper fri og bliver derfor også den karakter man spiller som i spillet. 
Resten af spillet går ud på at løse gåder for at kunne komme op med elevatoren og redde enten Magnus eller Mia, alt efter hvem Myggen ikke brugte nøglen på. De fleste etager er fyldt med udstoppet dyr i forskellige klimaer såsom jungle, polar eller undervandet. For at komme videre til næste etage skal Magnus/Mia og Myggen simulere nattevagtens rute, hvilket består af at trykke på alle skiltene foran alle de udstoppede dyr på etagen. Undervejs møder man også Skumlesens robotedderkopper, som man skal slås imod. 
På øverste etage bekæmper man den største robotedderkop og bruger en halvfærdig selvstyret robotedderkop til at besejre Skumlesen, redde Magnus/Mia og undslippe bygningen i Skumelsens raket. Dog efter raketten med at styrte ned i Skumlesens farbik, hvilket leder op til efterfølgeren Skumlesens Skygge.
 Der er for få eller ingen kildehenvisninger i denne artikel, hvilket er et problem. Du kan hjælpe ved at angive troværdige kilder til de påstande, som fremføres i artiklen.